# Hranice v Čechách (nádraží)
Hranice v Čechách jsou dopravna D3 (někdejší železniční stanice) ve městě Hranice ležící na železniční trati Cheb – Hranice v Čechách. Zprvu se jednalo o hlavovou stanici, avšak v roce 1906 byla trať prodloužena do saského Adorfu s napojením na tamní železniční síť. Po druhé světové válce byl přeshraniční úsek uzavřen, na německé straně koleje sneseny a stanice se stala koncovou.

## Galerie

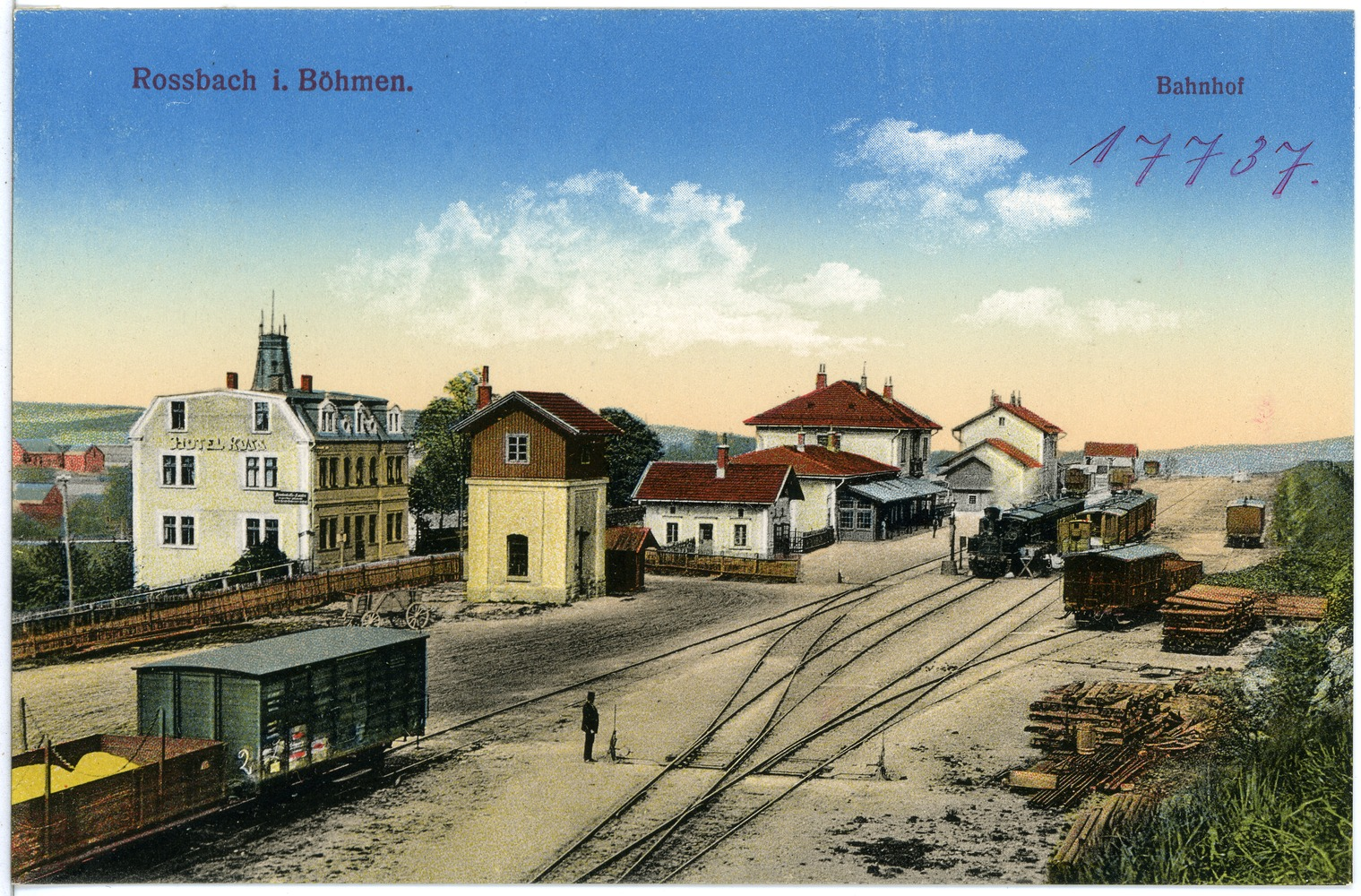
Železniční stanice na pohlednici z roku 1914
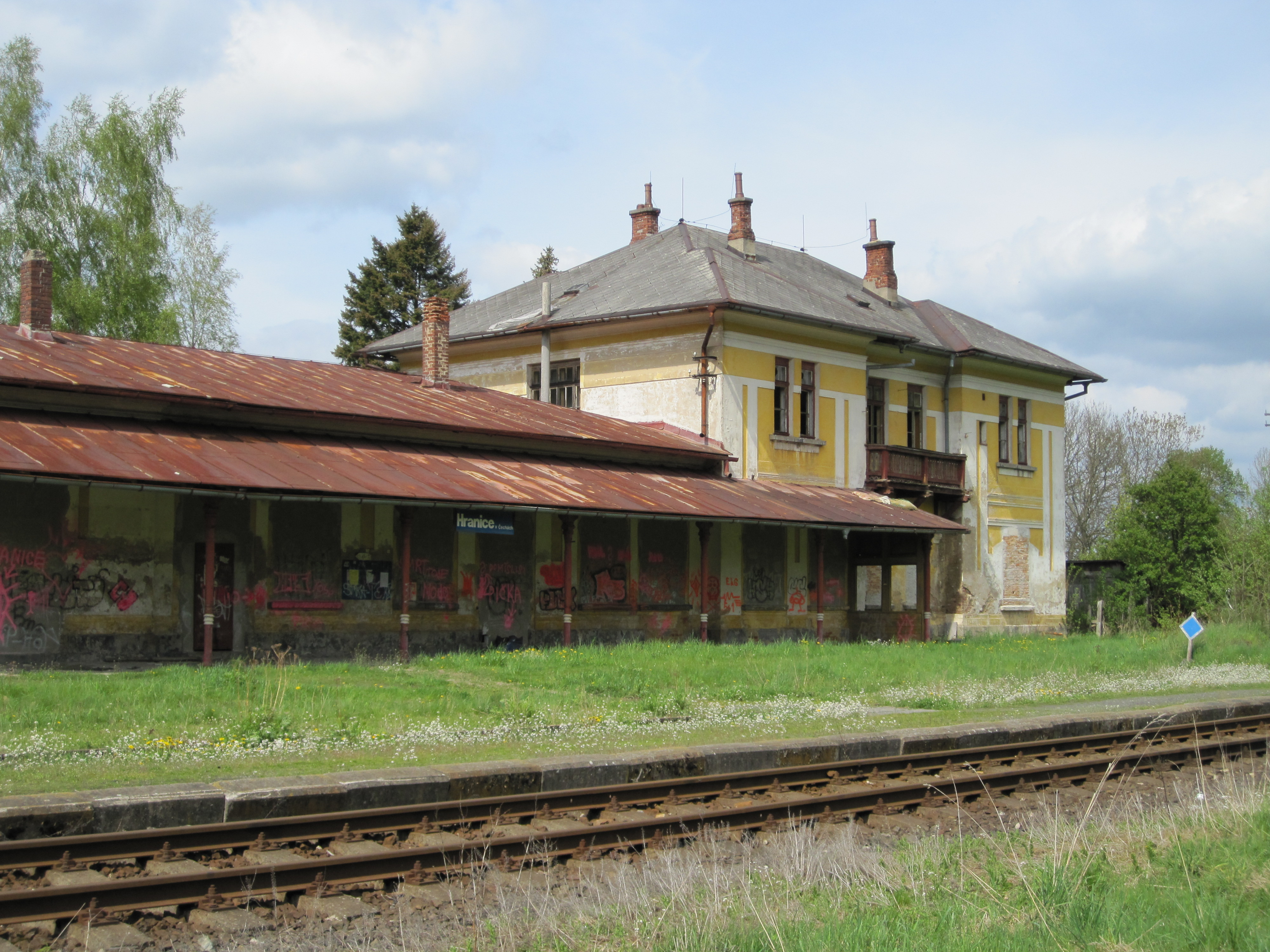
Nádražní budova v květnu 2010